# Unión Nacional Izquierdista Revolucionaria
La Unión Nacional de Izquierda Revolucionaria (UNIR) fue un partido político colombiano fundado en 1933, por Jorge Eliécer Gaitán y otros liberales de izquierda, en defensa de los sectores populares y separados del Partido Liberal. Luego del fracaso en las elecciones de 1934 vuelve al Partido Liberal.

## Ideología
Liberalismo de izquierda, opuesto a los partidos tradicionales que compartían el mismo proyecto oligarca, propone un cambio socioeconómico pacífico y gradual, generando una alianza entre clases populares y empresariales, con un nacionalismo moderado. La formación política del campesinado, obreros y clase media.
Propone la reforma agraria, que es tomada por Alfonso López Pumarejo en su "Revolución en Marcha" y la igualdad de derechos políticos para la mujer que después es acogida por Gustavo Rojas Pinilla.
Su periódico “Unirismo” estaba al servicio de las necesidades y problemas de los campesinos, obreros y clase media en general. Con el Partido Agrario Nacional de Erasmo Valencia hubo solidaridad y apoyo en distintas acciones. 

## Historia
“Las ideas que hoy proclamamos son las mismas que sosteníamos ayer como intérpretes de la masa, que se halla en contraposición con sus dirigentes”.
Jorge Eliécer Gaitan

Fundada en 1933. Apoyó e impulsó la lucha por la tierra emprendida por colonos y arrendatarios del Sumapaz. Divulgó ampliamente los derechos contemplados en la legislación agraria, denunció los atropellos cometidos contra los campesinos por las autoridades en complicidad con los hacendados, prestó asesoría jurídica para demostrar la ilegalidad de los títulos de los hacendados. La idea de este proyecto político era, en una primera etapa, establecer la democracia económica -luego de una intensa campaña de educación y de elevar el nivel de vida de los trabajadores-, como fundamento de la democracia política. 
Como consecuencia planteaba solucionar el problema agrario en dos etapas: 
1. Reformas que incluían la parcelación de tierras, la limitación de la propiedad, el crédito agrario y la tecnificación agrícola.
2. Profundización de las reformas con un Estado intervencionista organizador de la economía.

Participó en las elecciones para concejos municipales en 1934 y obtuvo mayorías en Fusagasugá, Pandi e Icononzo. Rivalizaba en cambio con el Partido Comunista que también hablaba de organizar el campesinado y educarlo para la revolución. La presencia de estas organizaciones de izquierda hizo tambalear el control tradicional de los hacendados sobre los campesinos y por ahí, en línea recta, de los partidos políticos tradicionales sobre las mismas masas electoral.
Electoralmente, y visto el vuelco oficial del liberalismo, en cabeza del Presidente López, perdió protagonismo y en las elecciones parlamentarias de 1935, ya disuelto como movimiento por cuanto obtuvo Gaitán fue convocado a trabajar con el Partido Liberal en la Cámara de Representantes, obtuvo 3.799 votos frente a 477.361 del Partido Liberal, 1.879 del Partido Comunista y La APEN con 850 votos. Los conservadores no participaron de los comicios.  

“Ingreso al partido liberal a la manera del Caballo de Troya, para hacer de él lo que me proponía dentro de la UNIR. El pueblo se tomará el mando del partido, expulsará a la oligarquía liberal y le dará la orientación programática acorde con sus intereses. Entonces el Partido Liberal, será el partido del pueblo":
Jorge Eliécer Gaitán

La disolución por parte de Gaitán de la UNIR, al unirse nuevamente al Partido Liberal del gobierno de Alfonso López Pumarejo que lo nombra como Alcalde de Bogotá.